# Ulrich Watermann

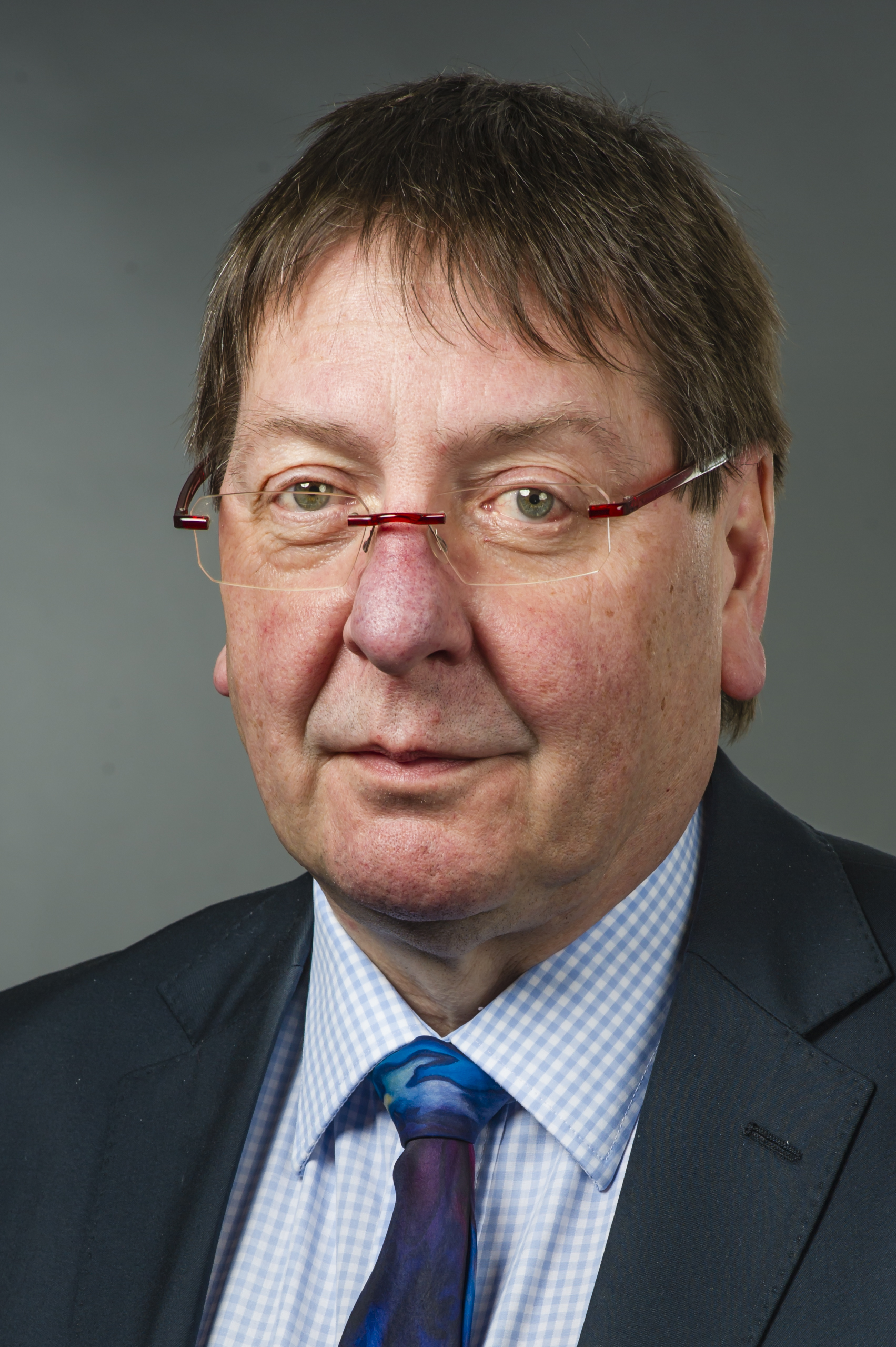
Ulrich Watermann, 2018

Ulrich Watermann (* 23. Oktober 1957 in Bad Pyrmont) ist ein deutscher Politiker (SPD). Er ist seit dem Jahr 2008 erneut Abgeordneter des Niedersächsischen Landtags, dem er bereits in den Jahren 1998 bis 2003 angehörte. Seit November 2017 ist er stellvertretender Vorsitzender der SPD-Landtagsfraktion.

## Leben
Watermann erreichte den Realschulabschluss in Bad Pyrmont und machte danach eine Ausbildung zum Erzieher und anschließend den Zivildienst. Danach arbeitete er als Erzieher und als stellvertretender Erziehungsleiter in einer Jugendhilfeeinrichtung. Er war im Jahr 1993 Mitinitiator der Einrichtung Kunterbunt e.V, die sich für sonderpädagogische Dienstleistungen bemüht und ist seitdem dort als Geschäftsführer tätig. Watermann ist Mitglied der Arbeiterwohlfahrt (AWO) und Ver.di und hat zwei erwachsene Töchter. Seine Lebensgefährtin ist die ehemalige SPD-Bundestagsabgeordnete Gabriele Lösekrug-Möller.

## Politik
Watermann ist seit dem Jahr 1973 Mitglied der SPD. Er ist stellvertretender Vorsitzender des SPD-Bezirks Hannover und stellvertretender Vorsitzender des SPD-Unterbezirks Hameln-Pyrmont. Außerdem ist er Vorsitzender der SPD Bad Pyrmont und langjähriges Mitglied im Bundesparteirat der SPD. Seit dem Jahr 1991 ist er Kreistagsabgeordneter im Landkreis Hameln-Pyrmont und war bis 2019 Vorsitzender der SPD-Kreistagsfraktion. Von 1987 bis 2021 war er, mit einigen Unterbrechungen, Ratsherr der Stadt Bad Pyrmont. 
Nachdem Watermann bereits einmal in den Jahren 1998 bis 2003 Mitglied des Niedersächsischen Landtages war, konnte er bei den Landtagswahlen 2008 und 2013 über die Landesliste der SPD Niedersachsen erneut in den Landtag einziehen. Bei der Landtagswahl 2017 gewann er das Direktmandat im Wahlkreis Bad Pyrmont gegen die CDU-Kandidatin Petra Joumaah. Bei der Landtagswahl in Niedersachsen 2022 konnte er das Direktmandat gegen die damals amtierende niedersächsische Ministerin für Ernährung, Landwirtschaft und Verbraucherschutz Barbara Otte-Kinast verteidigen. Er ist stellvertretender Vorsitzender der SPD-Landtagsfraktion und ihr Sprecher für Inneres und Sport.